# Saint-Germain-de-Marencennes
Saint-Germain-de-Marencennes è un comune francese di 1 248 abitanti situato nel dipartimento della Charente Marittima nella regione della Nuova Aquitania.

## Società

### Evoluzione demografica
Abitanti censiti